# Wolrad V. von Waldeck
Wolrad V. von Waldeck (* 5. November 1625 in Arolsen; † 29. Januar 1657 bei Bartenstein) war ein deutscher Offizier, zuletzt Generalmajor, in brandenburgischen Diensten.

## Herkunft
Wolrad, aus dem Haus Waldeck, war der jüngste von sieben Söhnen des Grafen Wolrad IV. von Waldeck (1588–1640), dem Begründer der neueren Linie Waldeck-Eisenberg, und dessen Ehefrau Anna von Baden-Durlach (1587–1649). Sein Bruder Philipp Dietrich (1614–1645) folgte 1640 dem Vater als Graf von Waldeck zu Eisenberg. Sein Bruder Georg Friedrich (1620–1692) wurde deutscher Generalfeldmarschall, holländischer Generalkapitän, 1664 Graf von Waldeck-Eisenberg und 1682 Fürst von Waldeck.

## Leben
Wolrad wurde Soldat. Er trat im Jahre 1655 als Oberst mit seinem Infanterieregiment in den Dienst des Kurfürsten Friedrich Wilhelm von Brandenburg und kämpfte im Zweiten Nordischen Krieg zunächst gegen, dann ab Juni 1656 für Karl X. Gustav von Schweden. Das Regiment brachte zwei dreipfündige Regimentskanonen mit, eine Neuerung, die in der Folge auch von anderen brandenburgischen Infanterieregimentern übernommen wurde.
1656 wurde er Generalmajor, und in der für Schweden und Brandenburg siegreichen Schlacht bei Warschau (28.–30. Juli 1656) kämpfte sein Regiment am 29. und 30. Juli im Zentrum der schwedisch-brandenburgischen Schlachtordnung. Sein älterer Bruder Georg Friedrich befehligte in der Schlacht die brandenburgische und schwedische Kavallerie.
Wolrad erkrankte im Januar 1657 im Feldlager in Masuren an den Pocken und verstarb. Sein Leichnam wurde auf Veranlassung seines Bruders Georg Friedrich nach Korbach überführt und in der dortigen Nikolaikirche beigesetzt.
1652 wurde er mit dem Namen „Der Vorsichtige“ in die Fruchtbringende Gesellschaft aufgenommen.